# ولید احمد
ولید احمد (انگلیسی: Waleed Ahmed؛ زادهٔ ۲۲ ژانویهٔ ۱۹۸۶) یک بازیکن فوتبال اهل امارات متحده عربی است.